# 内布拉斯加州议会
內布拉斯加議會（英語：Nebraska Legislature）是美国内布拉斯加州的立法机关。該州是全美唯一實行一院制的州份，共有49名議員，議會主席由副州長兼任，議長則由全體議員選出。內布拉斯加議會实行无党制民主，不區分多數黨及少數黨，但近年亦出現州內民主党与共和党分別支持該黨成员的情況。

## 議員
- 內布拉斯加州議會实行無黨制民主，成員黨的隸屬關係僅供參考。
- 共和黨議員：32名
- 民主黨議員：16名
- 獨立議員（民主黨傾向）：1名